# Euonymus potingensis
Euonymus potingensis är en benvedsväxtart som beskrevs av Chun, Amp; F.C. How och J.S. Ma. Euonymus potingensis ingår i släktet Euonymus och familjen Celastraceae. Inga underarter finns listade.